# Cremenciug, Soroca
Cremenciug este satul de reședință al comunei cu același nume  din raionul Soroca, Republica Moldova.

## Istorie
Satul Cremenciug apare în actele scris începând cu anul 1611.
„Io, Constantin Movilă voievod, din mila lui Dumnezeu, domn al Țări Moldovei. Iată au venit înaintea noastră și înaintea tuturor boierilor noștri moldoveni, Stamatie sulgerel din Borsuceni si a adus un zapis dela răposatul Caraiman ceașnic, făcut pentru dansul, ea are Stamati împreună cu el ocină în satul Borsuceni, a șaptea parte din întreg acel sat și din iaz și din peste din moară, din tot hotarul, ce se va alege.

...

Și într-aceea, de asemeni dăm și întărim iarăși acelui mai sus zis, Stamatie și altă parte de ocină ce și-a cumpărat dela Vasco din Cremenciuc, căruia i-a fost danie dela Alexandru voievod, pe Cobolta, la vâlcea, mai jos de Fântâna Rece, pe amândouă părțile Coboltei, toată partea lui cât se va alege, care este în ținutul Sorocăi, ce și-a cumpărat pentru treizeci si opt de taleri.

Pentru aceea, aceste două părți mai sus zise să-i fie și dela noi, lui și copii-lor lui, ocină și cumpărătură, neclintit niciodată, în veci. Si altul să nu se amestece înaintea acestei cărți a noastre.

Scris la Iași, în anul 7119 <1611> luna iunie 26.

Domnul a spus.

Pătrașcu mare logofăt a învățat și a iscălit.

Gheorghe a scris.”

## Simboluri
Stema:

În câmp roșu, un munte de cremene ieșind din talpa ondulată micșorată a scutului și flancat de două halebarde în pal, adosate și înfipte în talpa scutului, totul de argint. Scutul timbrat de o coroană sătească de aur.

Drapel:

Pânză pătrată roșie, purtând în mijloc un munte de cremene, cu baza ondulată, alb.

## Demografie

### Structura etnică
Structura etnică a satului conform recensământului populației din 2004:
| Grup etnic         | Populație | % Procentaj |
| ------------------ | --------- | ----------- |
| Moldoveni / Români | 629       | 98,59%      |
| Ucraineni          | 7         | 1,1%        |
| Ruși               | 1         | 0,16%       |
| Alții              | 1         | 0,16%       |
| Total              | 638       | 100%        |

## Arii protejate

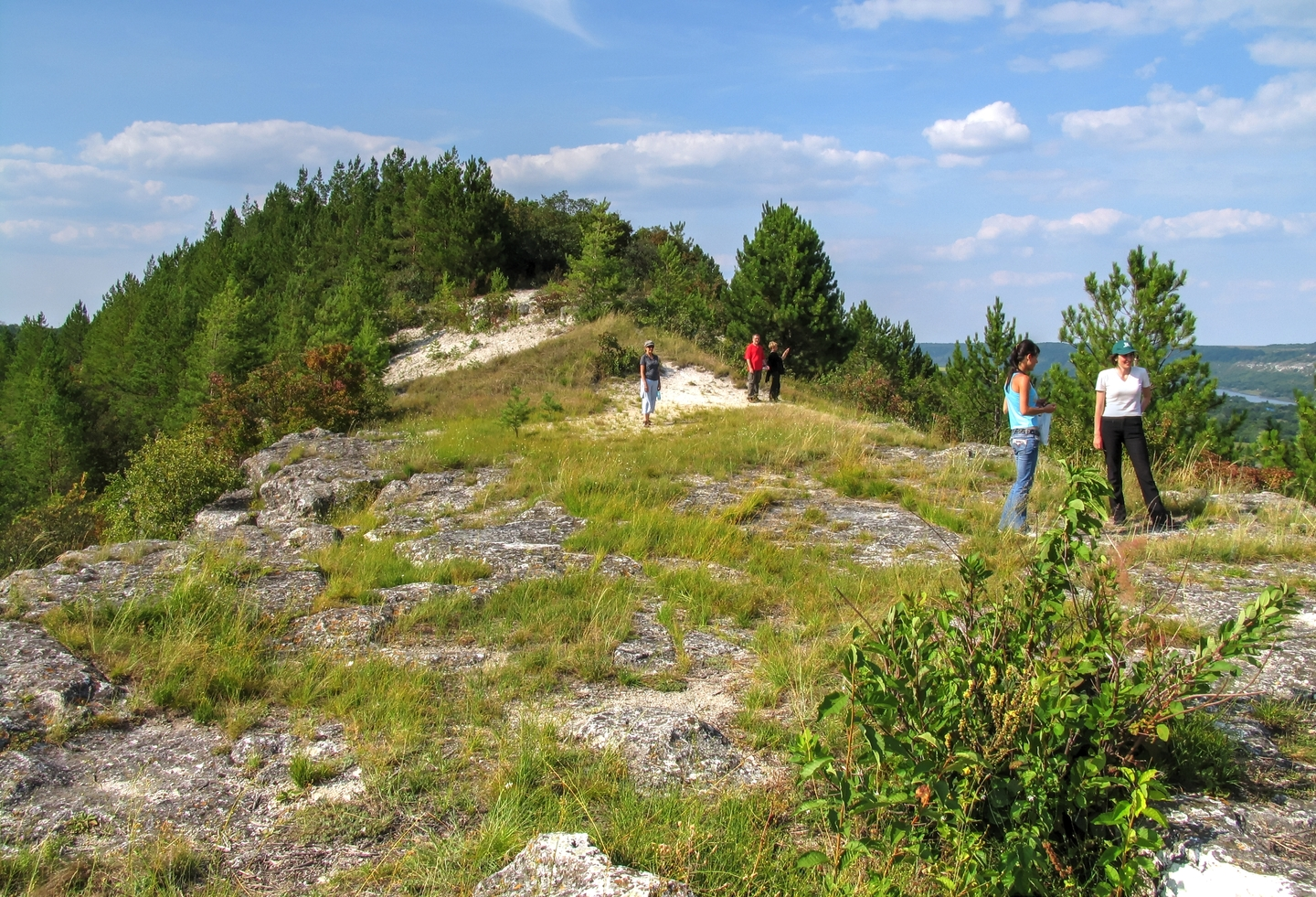
Colina „Casca”

La vest de sat (ocolul silvic Otaci, Cremenciug-II, parcela 49, subparcelele 18, 26, 29, 30) este amplasată colina „Casca”, o arie protejată din categoria monumentelor naturii de tip geologic sau paleontologic.